# Apoteket, Vasa
För andra betydelser, se Apoteket (olika betydelser).
Apoteket (fi. Apteekki) är en ö i Gerby skärgård i Vasa i Finland. Ön har fått sitt namn efter att under Krimkriget på 1850-talet ha fungerat som länk mellan sjukvård och kolerasjuka britter.
Öns area är 1,1 hektar och dess största längd är 260 meter i sydöst-nordvästlig riktning. Strax söder om Apoteket ligger ön Caprera.